# Banksia integrifolia

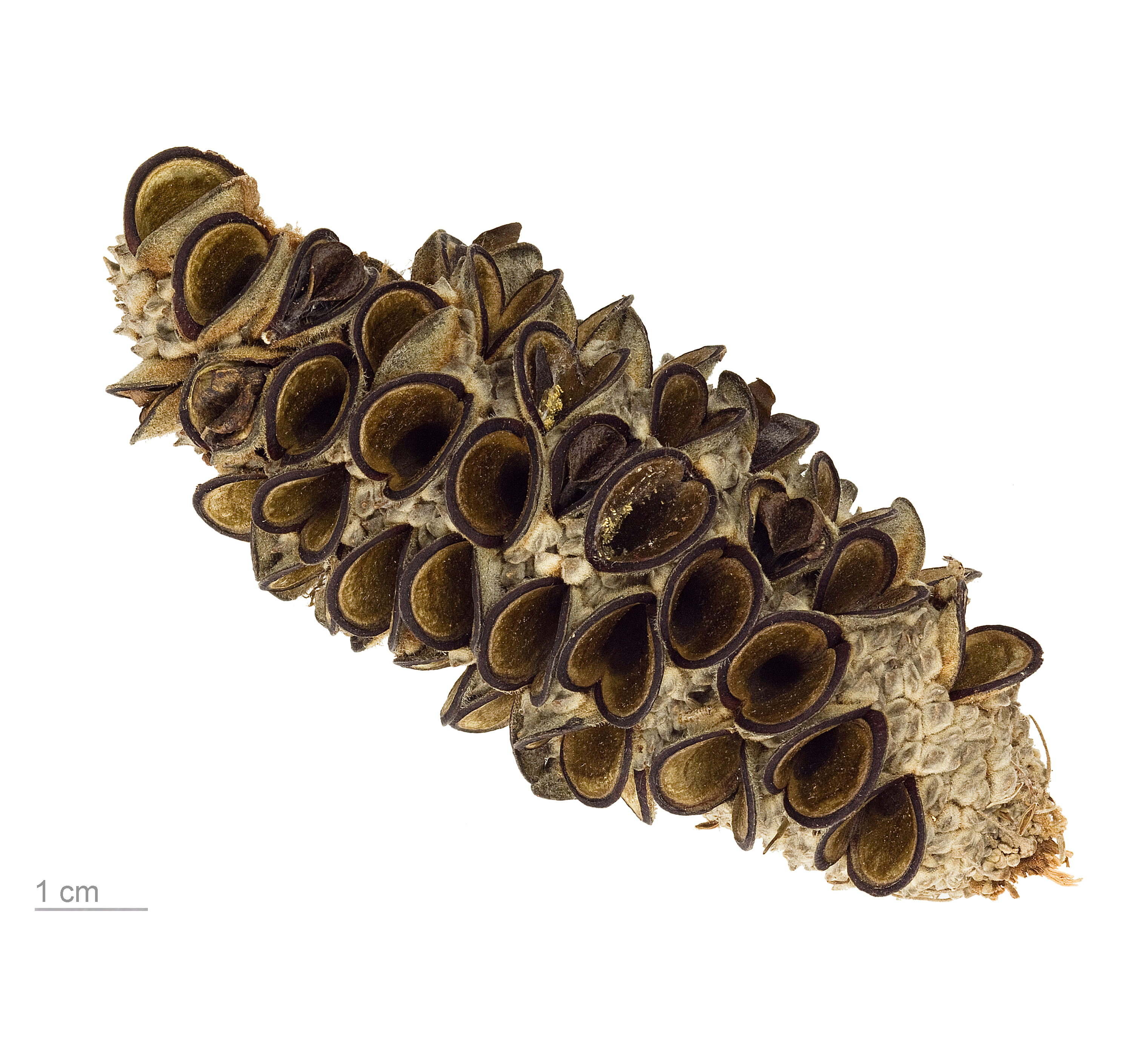
Banksia integrifolia

Banksia integrifolia, comúnmente conocida como banksia costera, es una especie de árbol que crece a lo largo de la costa este de Australia. Una de las especies de Banksias más distribuidas,  crece entre Victoria y  Queensland central en un rango amplio de hábitats, desde las dunas costeras a las montañas. Es altamente variable en forma, pero es con más frecuencia encontrado como un árbol de 25 metros de altura. Sus hojas tienen el haz verde y el envés blanco, un contraste que puede ser maravilloso en días ventosos.
Es una de las cuatro especies originales Banksia colectadas por Joseph Banks en 1770, y una de las cuatro especies publicadas en 1782 como parte de la descripción original del género por parte de  Carlos Linneo el Joven. Ha tenido una historia taxonómica complicada, con numerosas especies y variedades atribuidas a esta, solo para ser rechazada o promovida a especies separadas. La taxonomía ahora está bastantemente asentada, con tres subespecies reconocidas: B. integrifolia subsp. integrifolia, B. integrifolia subsp. compar y B. integrifolia subsp. monticola.
Una planta de jardín resistente y versátil, B. integrifolia es ampliamente plantado en jardines australianos. Es una opción popular para parques y calles, y ha sido usado para la revegetación y estabilización del bosque. Su resistencia ha impulsado su investigación en la conveniencia para su uso para como portainjerto en la floricultura, pero también ha causado preocupaciones acerca de su potencial para convertirse en maleza fuera de su hábitat natural.

## Descripción
B. integrifolia es una especie altamente variable. Es con más frecuencia encontrado como un árbol de 25 m de altura, pero en lugares abrigados puede alcanzar 35 m. En áreas más expuestas crece como un árbol pequeño, torcido, que alcanza no más de 5 m, y en posiciones muy expuestas, tales como promontorios costeros, puede estar reducido a un arbusto.
Usualmente tiene un único tronco robusto, que con frecuencia está torcido y nudoso, con la corteza rugosa característica de la Banksia. Las hojas son verde oscuras con el envés blanco, y crecen en verticilos de tres a cinco. Las hojas adultas tienen márgenes enteros; George especifica sus dimensiones de 4 a 20 cm × 6 a 35 mm, pero se ha encontrado gran variabilidad en estas medidas con especímenes con frecuencia cayendo fuera de los límites varietales especificados por George (1981) o siendo intermedios entre dos variedades. Las hojas juveniles tienen márgenes dentados con unos pocos dientes cortos, y son generalmente más grandes que las hojas adultas.
Las flores se desarrollan en la característica "espiga floral" de la "banksia", una inflorescencia compuesta de cientos de flores densamente empaquetados en espiral alrededor de un eje leñoso. Este es toscamente cilíndrico, de 10 a 12 cm × 5 cm . Las flores son usualmente amarillo-pálidas a amarillas, pero pueden ser verdosas o rosáceas en capullo. Cada flor individual consiste en un perianto tubular compuesto de cuatro tépalos unidos, y un estilo largo tieso. Característico de la sección taxonómica donde está colocada, los estilos son rectos en lugar de curveados. Las yemas están inicialmente atrapadas dentro las partes del perianto superior, pero se salen en antesis. Este proceso empieza con las flores en el fondo de la inflorescencia, limpiando a la espiga en un inusual ritmo de entre 96 y 390 flores por cada 24 h.
Las espigas de las flores no son tan prominentes como en algunas otras especies de Banksia, ya que ellas surgen de nodos de dos a tres años anidados dentro del follaje. Después de florecer , las partes viejas de la flor se marchitan y se desprenden en un periodo de varios meses, revelando el "cono", un eje leñoso incrustado con muchos pequeños folículos. Los folículos son inicialmente verdosos y sedosos, pero gradualmente maduran hasta quedar gris oscuro. Cada folículo contiene uno o a veces dos semillas, apartadas por un delgado separador leñoso. La semilla por sí misma es negra, de 6 a 10 mm de largo con una 'ala' plumosa negra de 10 a 20 mm de largo.

## Taxonomía

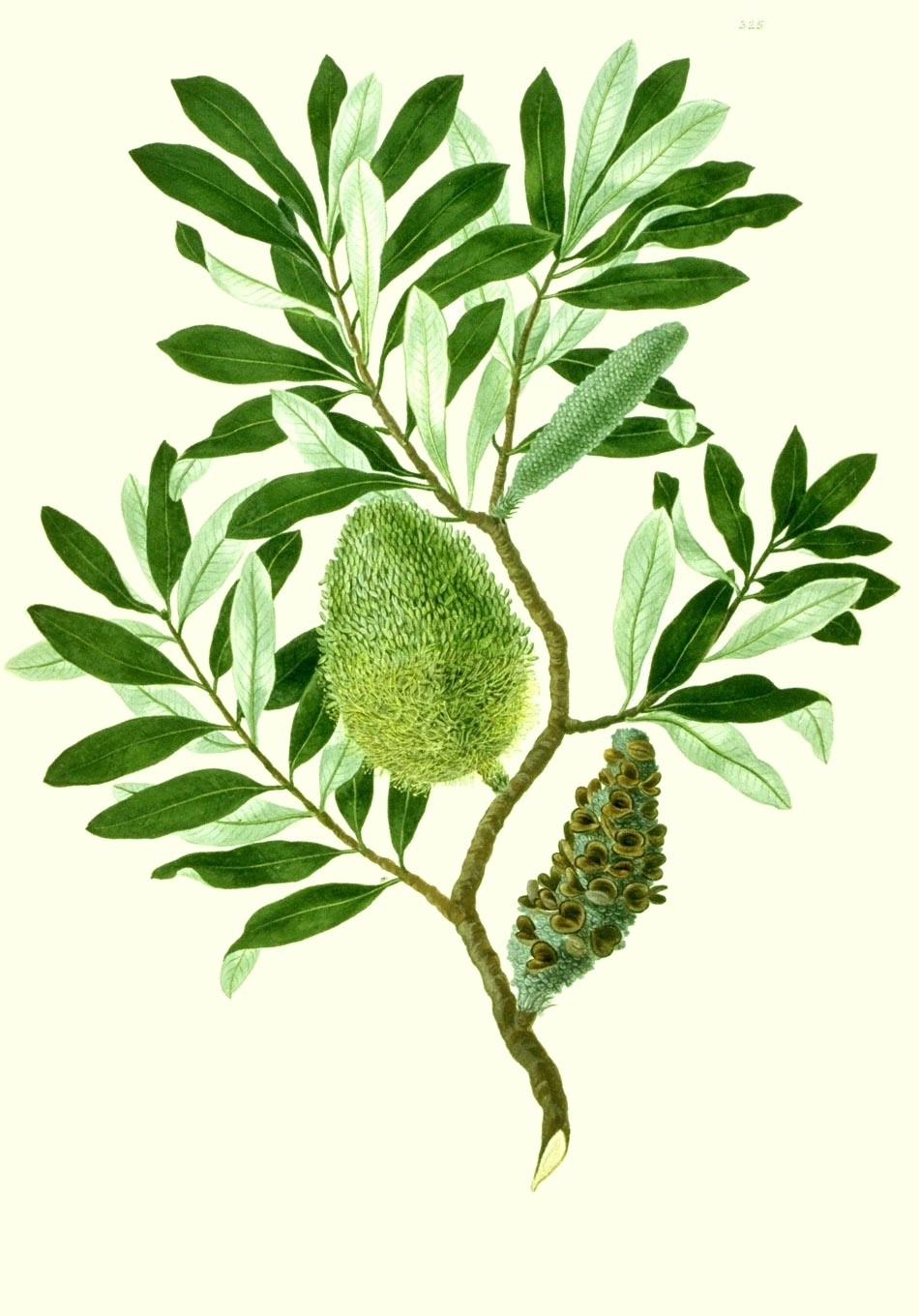
B. integrifolia por Sídney Parkinson.

B. integrifolia fue por primera vez colectado en Botany Bay el 29 de abril de 1770, por Sir Joseph Banks y el Dr. Daniel Solander, naturalistas del Endeavour durante el primer viaje del teniente (más tarde Capitán) James Cook al océano Pacífico. Sin embargo, la especie no fue publicada hasta abril de 1782, cuando L.f. describió las primeras cuatro especies de Banksia. Linneo distinguió las especies por las formas de sus hojas, y las nombró de acuerdo a ellas. Por lo tanto a la especie con márgenes enteros de la hoja le fue dado el nombre específico integrifolia, del  latín integer, que significa "entero", y folium, que quiere decir "hoja". El nombre completo para la especie es por lo tanto Banksia integrifolia L.f.
Entonces después de 200 años de confusión sobre los límites taxonómicos de la especie, causada por la gran variabilidad de la especie, similitudes con otras especies relacionadas, y tempranos intentos por clasificar la especie sobre la base de material disecado aislado. Una taxonomía estable de banksia no empezó a surgir hasta 1981 con la publicación de la monografía histórica de Alex George llamada The genus Banksia L.f. (Proteaceae).En los siguientes 18 años el arreglo de George fue gradualmente refinada a la luz de una nueva investigación y el descubrimiento de material innovador, y hubo algunos cambios a los taxones infraespecíficos de B. integrifolia. Esos cambios culminaron en el arreglo de George de 1999, la cual tuvo una amplia aceptación hasta 2005, cuando Austin Mast, Eric Jones y Shawn Havery publicaron una  filogenia que no concordaba con el arreglo de George. Un nuevo arreglo taxonómico no se publicó en esa fecha, pero a principios de 2007 Mast y Thiele iniciaron un rearreglo al transferir Dryandra a Banksia,  y publicar B. subg. Spathulatae para la especie teniendo cotiledones en forma de cuchara. Ellos publicaron un arreglo total una vez que presagiaron la publicación de un arreglo total una vez que el muestreo de ADN de Dryandra estuvo completo; mientras tanto, si los cambios nomenclaturales de Mast y Thiele's eran tomados como un arreglo interino, por lo tanto B. integrifolia es colocada en B. subg. Spathulatae; en realidad, es la especie tipo para el subgénero.

### Colocación dentro deBanksia

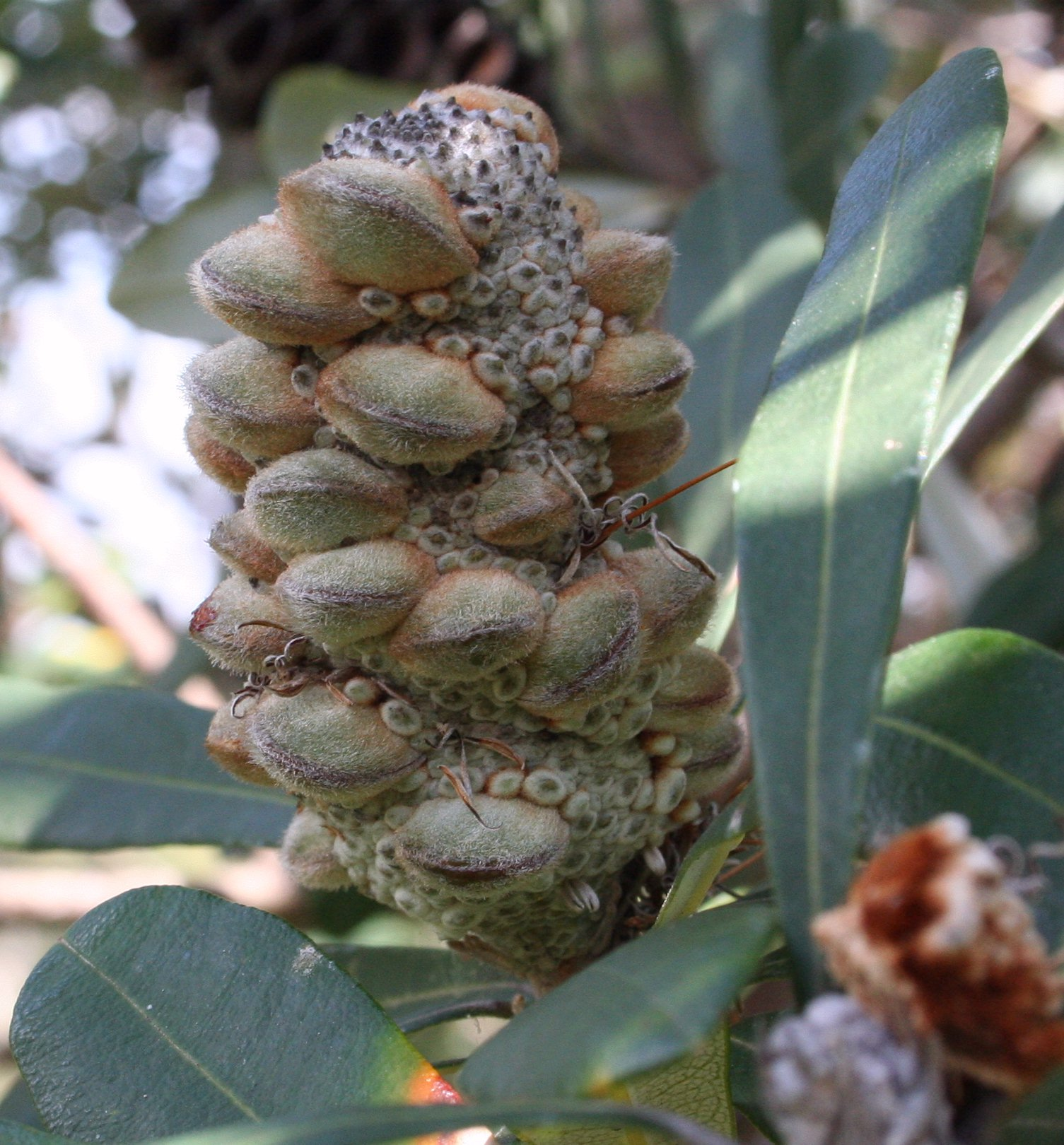
Inflorescencia y hojas de B. integrifolia subsp. integrifolia.

El arreglo taxonómico actual del género Banksia basado en la monografía de George de 1999. En este arreglo, B. integrifolia es colocada en Banksia subg. Banksia, porque sus inflorescencias toman la forma de características de las espigas florales de Banksia; Banksia sect. Banksia por sus rectos estilos; y Banksia ser. Salicinae porque sus inflorescias son cilíndricas. Kevin Thiele adicionalmente la colocó en una subserie Integrifoliae, pero George no estuvo de acuerdo.
La colocación de 'B. integrifolia',  dentro de Banksia puede ser resumida de la siguiente manera:
Género Banksia
Subgénero Isostylis
Subgénero Banksia
Sección Oncostylis
Sección Coccinea
Sección Banksia
Serie Grandes
Serie Banksia
Serie Crocinae
Serie Prostratae
Serie Cyrtostylis
Serie Tetragonae
Serie Bauerinae
Serie Quercinae
Serie Salicinae
B. dentata - B. aquilonia - B. integrifolia - B. plagiocarpa - B. oblongifolia - B. robur - B. conferta - B. paludosa -  B. marginata - B. canei - B. saxicola

### Subespecies

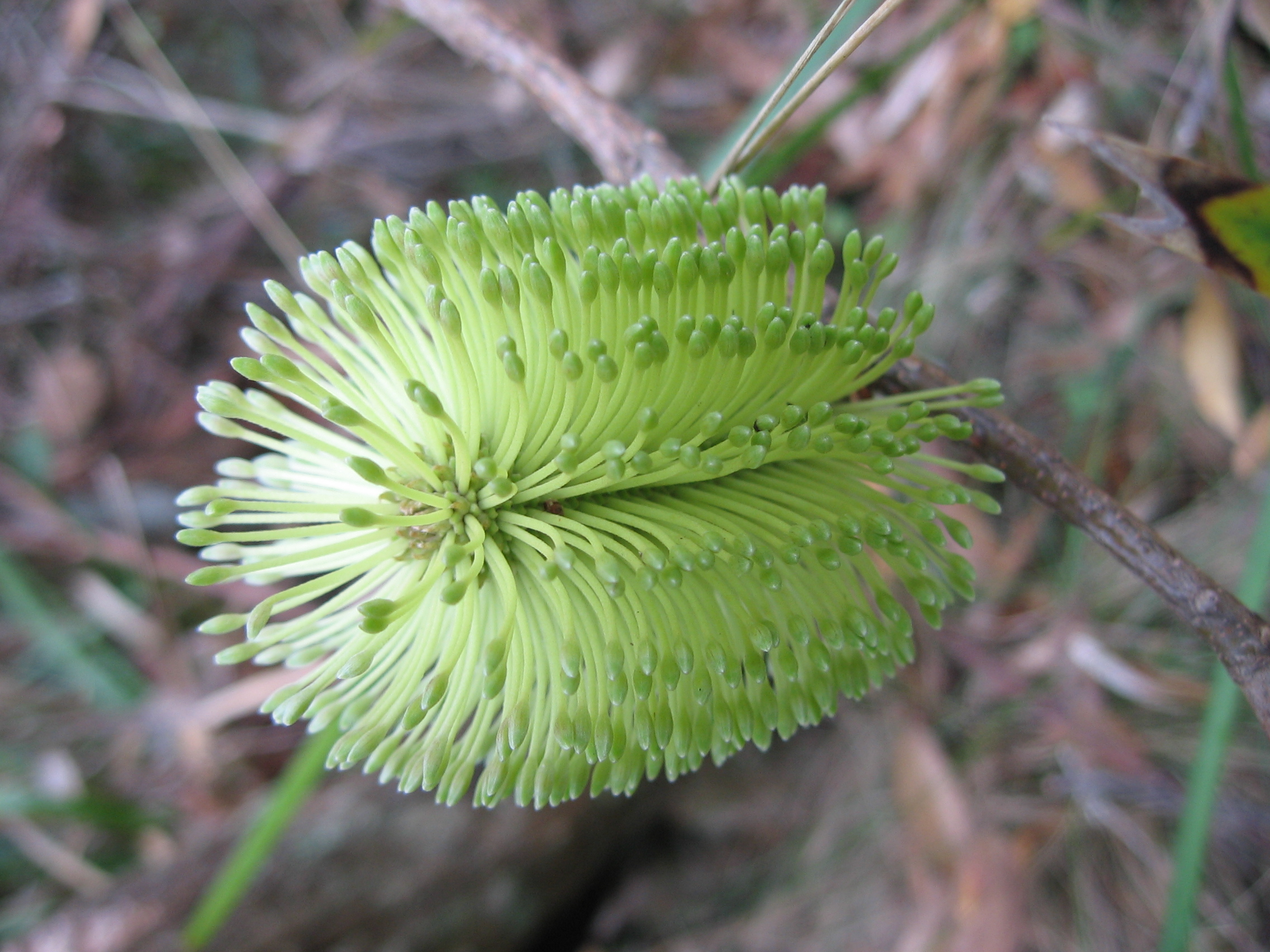
Inflorescencia de B. i. subsp. monticola en capullo maduro.

Aunque algo de la gran variabilidad de B. integrifolia puede ser atribuida a factores ambientales, mucho es genético: George escribe que  "da la impresión de que se especializa en llenar muchos de los nichos ecológicos de su rango". Tres subespecies se reconocen actualmente: B. i. subsp. integrifolia, B. i. subsp. compar, y B. i. subsp. monticola.
Banksia integrifolia subsp. integrifoliaLa subespecie nombrada crece cerca de costa en el mayor rango de la especie excepto por el norte. Esto varía un poco excepto en el norte de Nueva Gales del Sur y el sur de Queensland, donde algunas poblaciones parecen ser intermedias entre B. i. subsp. compar.
Banksia integrifolia subsp. comparLa subespeie crece en la costa Queensland as tan al norte como Proserpine. Para la mayor parte de su rango es la única subespecie, pero cerca de su límite sur co-habita con  B. i. subsp. integrifolia. Las dos subespecies son distinguibles por sus hojas, las cuales son más largas y más brillosas con márgenes ondulados en B. i. subsp. compar.
Banksia integrifolia subsp. monticolaComúnmente conocida como banksia blanca de montaña, es la única subespecie con distribución  montana; crece en las Montañas Azules del norte de Nueva Gales del Sur. Es similar en forma a B. i. subsp. integrifolia, pero difiere en tener hojas más largas y más estrechas, además de que los folículos están más profundamente incrustados en la madura espiga floral.

### Híbridos
Presuntos híbridos naturales se han reportado entre B. integrifolia y otros miembros de Banksia ser. Salicinae, sin embargo ningún nombre de híbrido ha sido formalmente publicado a la fecha. Presuntos híbridos se han identificado por sus características; por ejemplo aquellos con B. paludosa (Banksia de Pantano), que se sabe que habitan en la Bahía de Jervis y Green Cape en la costa del sur de Nueva Gales del Sur, que tienen un hábito más pequeño, espigas floras más largas y delgadas, y flores persistentes viejas en  "conos" maduros, los cuales son de otra manera desnudos en los B. integrifolia puros.
Presuntos híbridos con B. marginata (Banksia de plata) ocurren en el Promontorio Wilsons en Victoria; estos se encuentran en localidades donde ambas especies co-habitan, y tienen características intermedias entre las dos. Otro pretendido híbrido con B. marginata, que se piensa que es de Cape Paterson en la costa del sur de Victoria, fue por primera vez descrita por Alf Salkin y es disponible comercialmente en pequeñas cantidades. Forma una planta atractiva resistente de 1 metro.

## Distribución y hábitat

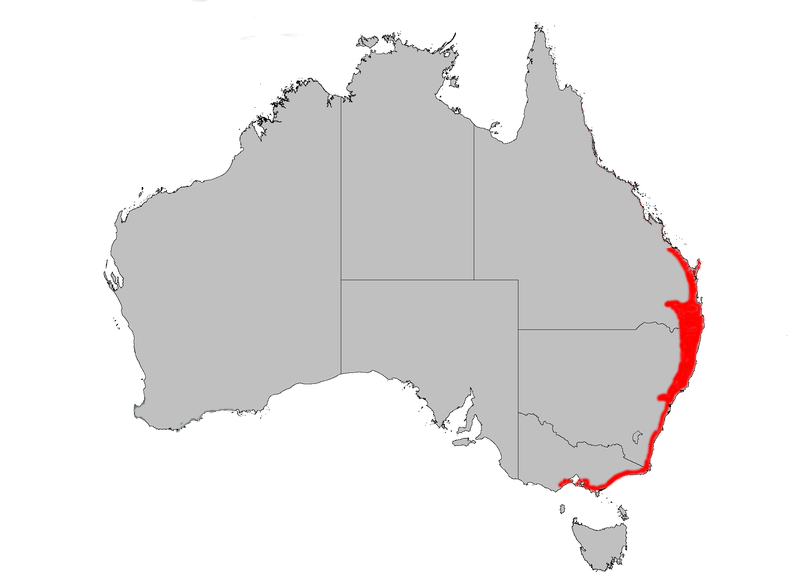
distribución de B. integrifolia.

B. integrifolia está ampliamente distribuida, tanto en términos de geográficos y ecológicos. De acuerdo a Alex George, "abarca un rango geográfico y climático más amplio que otras especies." Thiele y Ladiges hacen un afirmación similar: que su distribución "tiene más amplitud latitudinal, altitudinal y ecológica que cualquier otra especie, con la posible excepción de B. spinulosa."
Crece a lo largo de la mayoría de la costa entera de Australia, desde Geelong, Victoria hasta Proserpine, Queensland. Había una población aislada en Long Island, Tasmania en 1999, y en un reporte 1876 allegedly de King Island, sin embargo había habido una especulación de que ese espécimen fue realmente colectados en el Grupo Furneaux. La especie ya no crece en ninguno de esos lugares de Tasmania y ha sido declarada extinta en la isla. El rango de latitud es por lo tanto 20 to 38°S.

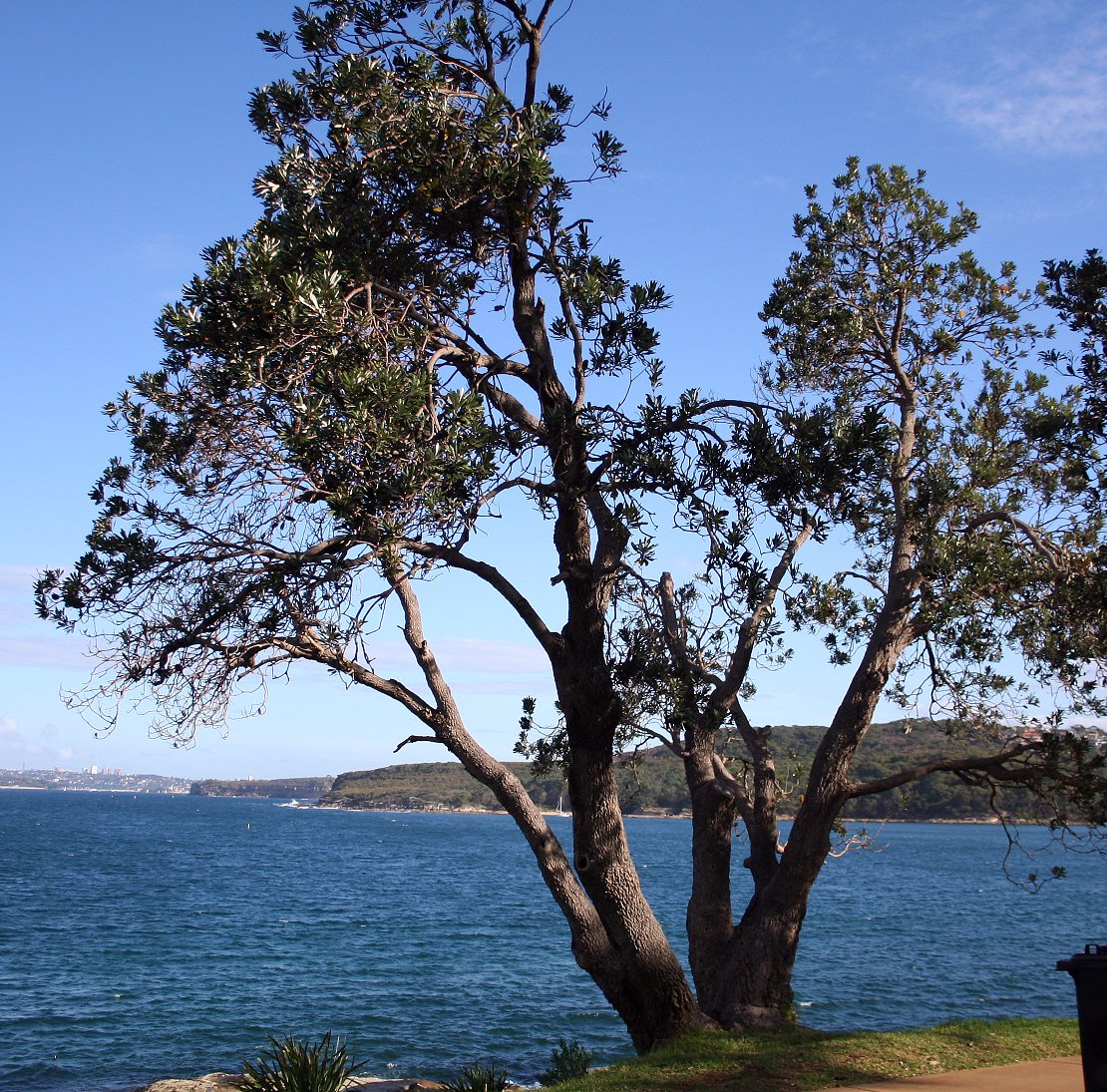
Árbol en un promontorio de Nueva Gales del Sur.

En la mayor parte de su distribución, B. integrifolia crece solo aproximadamente dentro de 50 kilómetros de la costa, donde típicamente habita en suelos arenosos de pobre calidad derivados de arenisca. Crece cerca de riscos costeros y promontorios, al lado de estuarios de ríos, y aún en dunas de arena estabilizadas. El rango de temperatura para su área es alrededor de 0–30 °C, con muy pocas heladas. La especie puede encontrarse en sitios puros, pero usualmente asociados con especies como Melaleuca quinquenervia (Corteza papel de hoja ancha).
Entre Sídney y Brisbane, B. integrifolia se encuentra 200 km tierra adentro, con B. i. subsp. monticola creciendo en las Montañas Azules a altitudes de hasta 1500 m s. n. m. Ahí crece en mejores suelos volcánicos o rocosos derivados de granitos y basaltos, y puede experimentar hasta 100 heladas por año. En este hábitat montano, crece en asociación con especies de Eucalyptus tales como E. viminalis (Eucalipto maná) y E. pauciflora (Eucalipto de nieve), y también especies del  bosque templado húmedo tales como Nothofagus moorei (Haya antártica) y Orites excelsa (Fresno espinoso).
Interesantemente, ninguna otra especie crece más cerca a la costa en el cabo Byron, haciendo de B. integrifolia el árbol más oriental en el continente australiano.

## Ecología

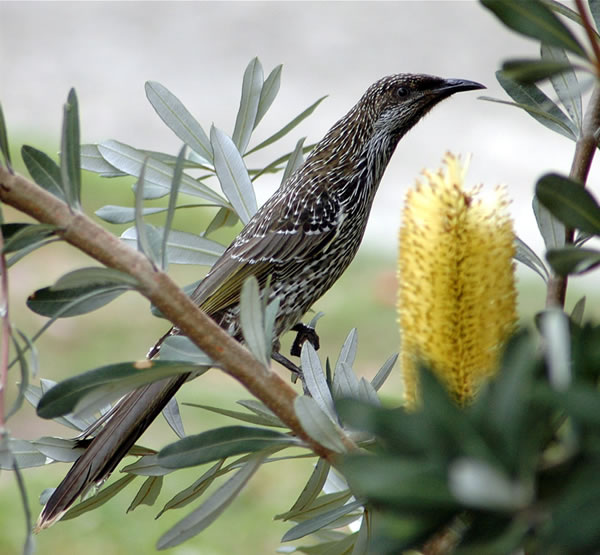
Anthochaera chrysoptera en B. integrifolia.

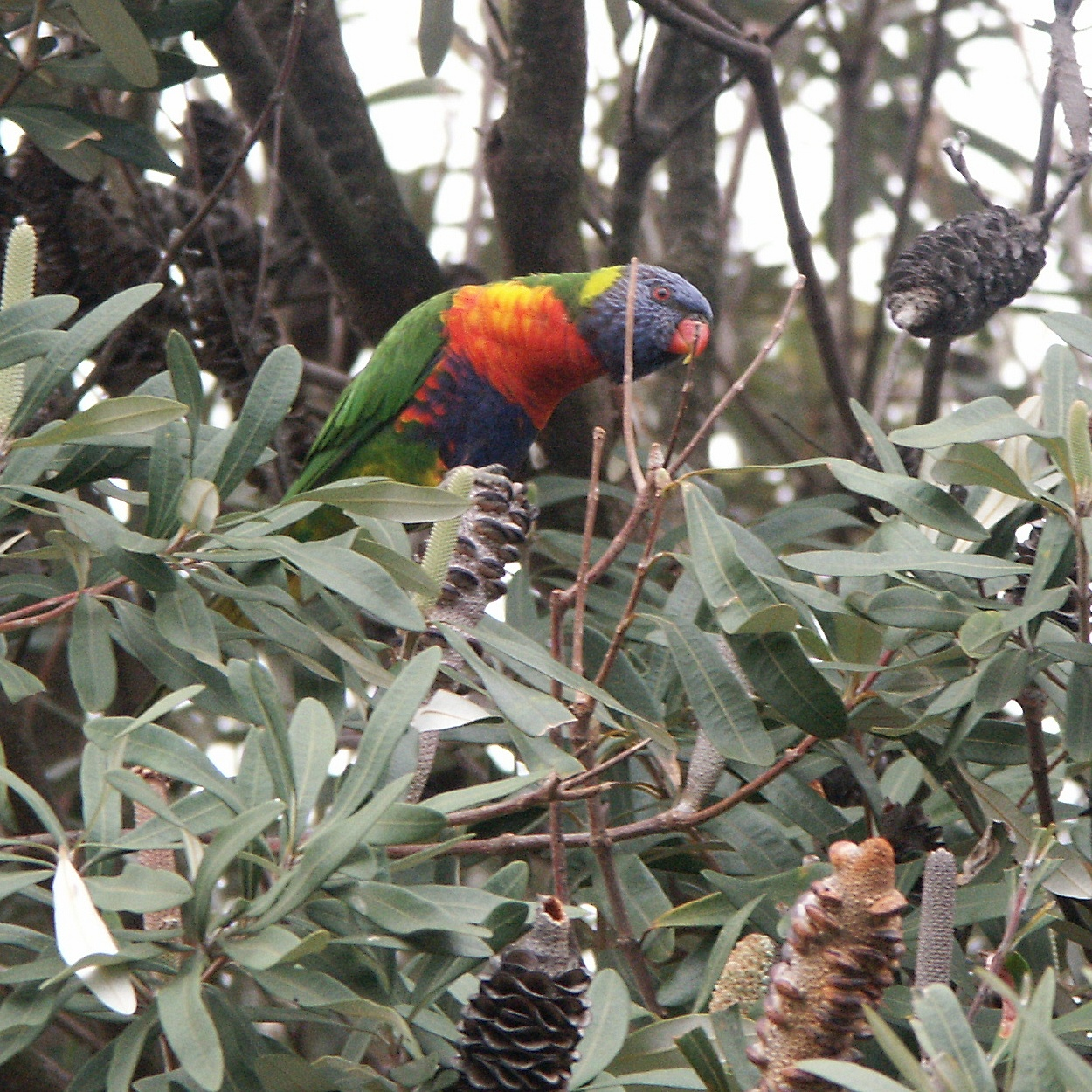
Trichoglossus haematodus (Periquito arcoíris) en B. integrifolia.

Como la mayoría de las otras Proteaceae, B. integrifolia tiene raíces proteoides, raíces con densos racimos de cortas raicillas laterales que forman una maraña en el suelo justo debajo de la hojarasca. Estas favorecen la solubilización de nutrientes, por lo tanto permitiendo la absorción de nutrientes en suelos de bajos nutrientes tales como el fósforo- de los suelos nativos deficientes de Australia. Estudios en B. integrifolia sugieren que esta raíz proteoide logra esto al modificar químicamente el ambiente del suelo.
B. integrifolia tiene flores con un periodo de vida demasiado corto para las especies de Banksia, produciendo néctar en aproximadamente de cuatro a doce días después de la antesis. La mayor parte del néctar se produce durante la noche y temprano en la mañana, con solo pequeñas cantidades durante el día. Las flores se producen durante todo el año, pero hay un fuerte pico. Un poco menos de flores en su rango en esa época, es una fuerte importante de comida para animales nectarívoros. Investigaciones han reportado una variedad de animales alimentándose de la especie, incluyendo un amplio rango de insectos; muchas especies de aves incluyendo Phylidonyris novaehollandiae (New Holland Honeyeater), Anthochaera carunculata (Ave de barba roja), Anthochaera chrysoptera (Ave de barba chica), Acanthorhynchus tenuirostris (Pico espinoso del este) y Trichoglossus haematodus (Periquito arcoíris); y mamíferos tales como Petaurus norfolcensis (Falangérido Ardilla), Petaurus breviceps (Falangérido de Azúcar), Acrobates pygmaeus (Falangérido cola de pluma) y Pteropus poliocephalus (Zorra voladora de cabeza gris). La importancia de mamíferos no voladores en la polinización de B. integrifolia fue demostrada en 1989, con un estudio en Wilsons Promontory National Park mostrando una reducción de fruto producido cuando medidas fueron tomadas para excluirlos.
A diferencia de la mayoría de especies de Banksia, B. integrifolia no requiere de incendios para provocar la liberación de sus semillas. En vez de eso, la semilla es liberada espontáneamente al alcanzar la madurez al final del verano. El que la especie no se apoye del fuego para la dispersión de la semilla sugiere que la exclusión del fuego no podría afectar las poblaciones de la planta, pero algunos estudios han encontrado lo opuesto ser verdad: en áreas donde el fuego se ha excluido por muchos años, las poblaciones han declinado substancialmente. Una investigación en la defoliación y muerte prematura de árboles en el Istmo Yanakie en el sur de Victoria alcanzó la conclusión tentativa de que la ausencia de fuego había creado condiciones de la superficie insaludables. En la Península de Mornington, investigaciones en un área que no había sido quemada desde los 1890s encontraron que las densidades de B. integrifolia cayeron alrededor de 77% entre 1977 y 2000. Un subsecuente estudio encontró que la declinación había sido causada por las extremadamente altas tasas de mortalidad, debido al pastoreo por herbívoros y la competencia intensa por la humedad del suelo durante el verano. A pesar de reconocer que "el rol del fuego en esos sistemas permanece poco claro", se concluyó que  "el desarrollo del fuego y/o el manejo del pastoreo son necesarios para conservar la integridad estructural de esos sistemas costeros."
Estas preocupaciones aparte, B. integrifolia no parece estar bajo amenaza. Tiene una excelente resistencia a Phytophthora cinnamomi (dieback), una mayor amenaza a muchas otras especies de Banksia; y su amplia distribución la protege contra la amenaza de la pérdida de su hábitat. Como resultado no aparece en la lista de plantas australianas amenazadas.

## Cultivo

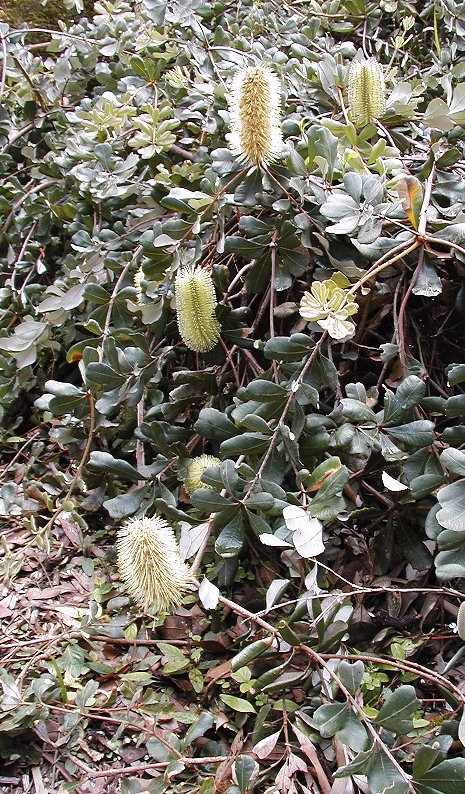
B. 'Roller Coaster', Sylvan Grove Gardens, Picnic Point, Nueva Gales del Sur

Resistente y versátil, B. integrifolia crece en arcillas, arenas, suelos ácidos y aún alcalinos, y presenta buena resistencia al viento y a la sal, haciéndolo conveniente para las plantaciones costeras. Es por lo tanto altamente considerado como un árbol de jardín de bajo mantenimiento, sin embargo su gran tamaño lo hace inconveniente para jardines pequeños. Su resistencia podría sin embargo prevenir un potencial como planta invasora, y alguna evidencia de naturalización ha sido vista en Australia Occidental y Nueva Zelanda. En Australia al plantarlo cerca del campo en su hábitat nativo, se recomienda obtener una semilla o planta de procedencia local si se encuentra disponible.
La forma más común disponible en viveros es una no mejorada Banksia integrifolia subsp. integrifolia. Prefiere paisajes soleados sin exposición a las heladas, y tolera la fuerte poda. La floración empieza después de cuatro a seis años de ser sembrada. Las otras subespecies son menos conocidas en cultivo, pero son obtenibles. El cultivo es presuntamente similar a  B. i. subsp. integrifolia, excepto que B. i. subsp. monticola es más tolerante a las heladas. Enanas formas de B. integrifolia se venden a veces, y un cultivar rastrero, Banksia 'Roller Coaster', está disponible. La última es más vigorosa y muy amplia planta que se puede extender hasta 4 o 5 metros de ancho y solo 50 centímetros de alto.
Por su gran tolerancia a P. cinnamomi (dieback), la factibilidad de usar  B. integrifolia como porta-injerto para especies susceptibles de Banksia en floricultura está bajo investigación. En el presente, la tasa de éxito de injerto es solo del 30–40%, y aún con injertos exitosos hay una tendencia para que la unión caiga bajo estrés. Se necesita más investigación antes de que la técnica esté lista para uso comercial.

## Otros usos

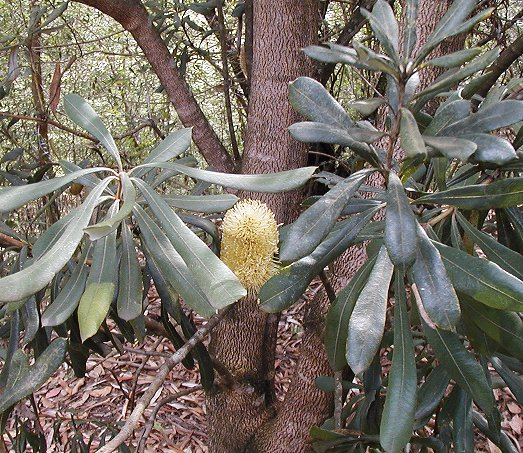
B. i. subsp. compar.

La  madera de B. integrifolia es de rosa a rojiza, con inconspicuos anillos de crecimiento y rayas conspicuas. Es esponjosa y porosa, con una densidad de alrededor de 530 kg/m³. Es considerada altamente decorativa, pero se deforma al tendido, tiene pocas cualidades para sostener grandes pesos, y es susceptible al ataque de las termitas; es por lo tanto inconveniente para la mayoría de propósitos de construcción. A veces se le usa para revestimiento en ebanistería y tornería ornamental, y sus curvas naturales fueron una vez solicitadas para hacer codos de embarcaciones. Es una leña  muy útil.
B. integrifolia produce una miel de color ámbar de mediana calidad y por lo tanto bajo valor comercial. A pesar de esto, la especie es altamente estimada por los apicultores porque produce grandes cantidades de polen y néctar durante el otoño y el invierno, y por lo tanto ayuda a sostener las colmenas en una época cuando pocas plantas florecen.
Historicalmente, los originarios australianos obtenían néctar de B. integrifolia al acariciar las espigas florales y lamerse sus manos, o al remojar las espigas florales en un recipiente toda la noche. También usaron las espigas florales como cepillos para el pelo. Los primeros colonizadores usaron el néctar como jarabe para tratar dolores de garganta y resfriados; y los hombres del campo impregnaban los "conos" con grasa para hacer una vela de combustión lenta.
Más recientemente, B. integrifolia ha sido utilizado en el  bonsái.
Se usa como  emblema foral por organismos gubernamentales de Australia, ej.: la población de Redcliffe y la de City of Logan. Su imagen ha sido usada en el servicio postal australiano.